# Procurateur de Saint-Marc
 (décembre 2019).
Si vous disposez d'ouvrages ou d'articles de référence ou si vous connaissez des sites web de qualité traitant du thème abordé ici, merci de compléter l'article en donnant les références utiles à sa vérifiabilité et en les liant à la section « Notes et références ».

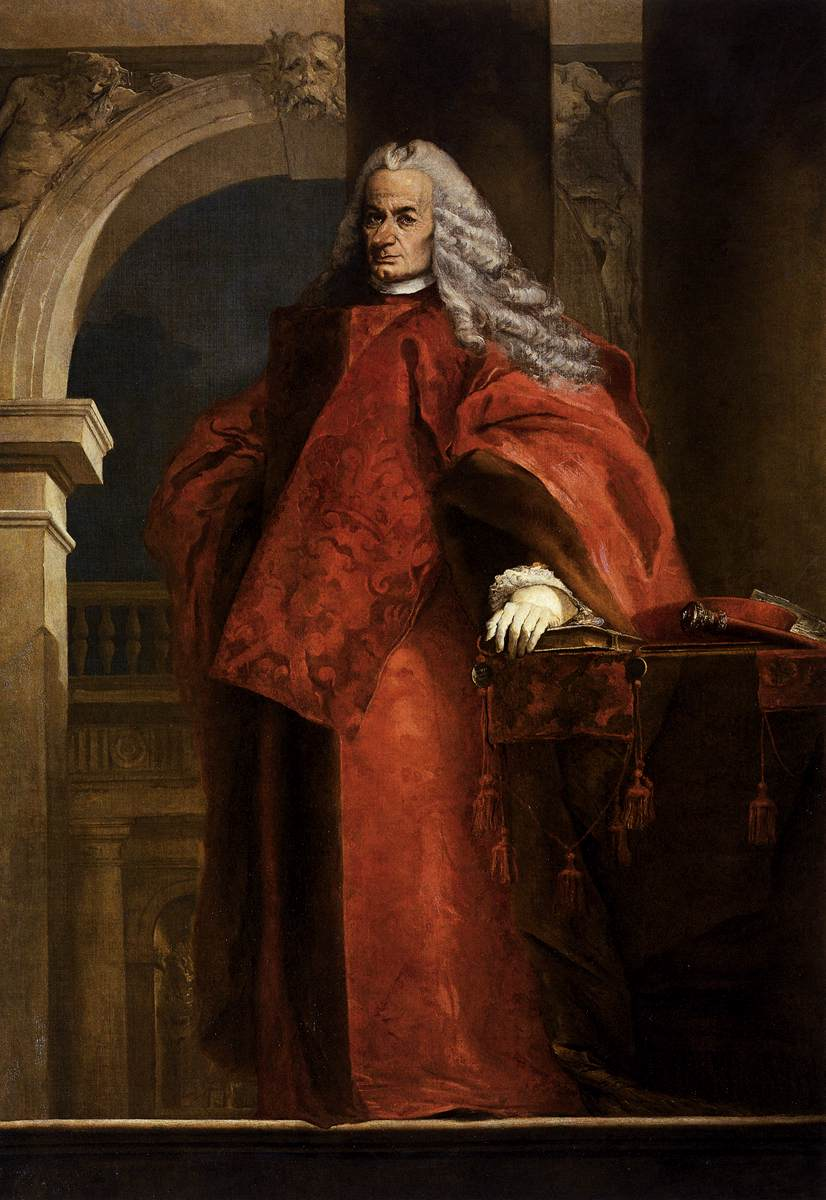
Portrait de Daniele IV Dolfin, procurateur de Saint-Marc, par Giambattista Tiepolo.

Le procurateur de Saint-Marc, (en latin Procurator Operis Beati Marci) était un magistrat de la république de Venise. Cette charge fut créée au Xe siècle par le doge Pietro Orseolo, lorsqu'il dut reconstruire la chapelle ducale après son incendie.

## Description

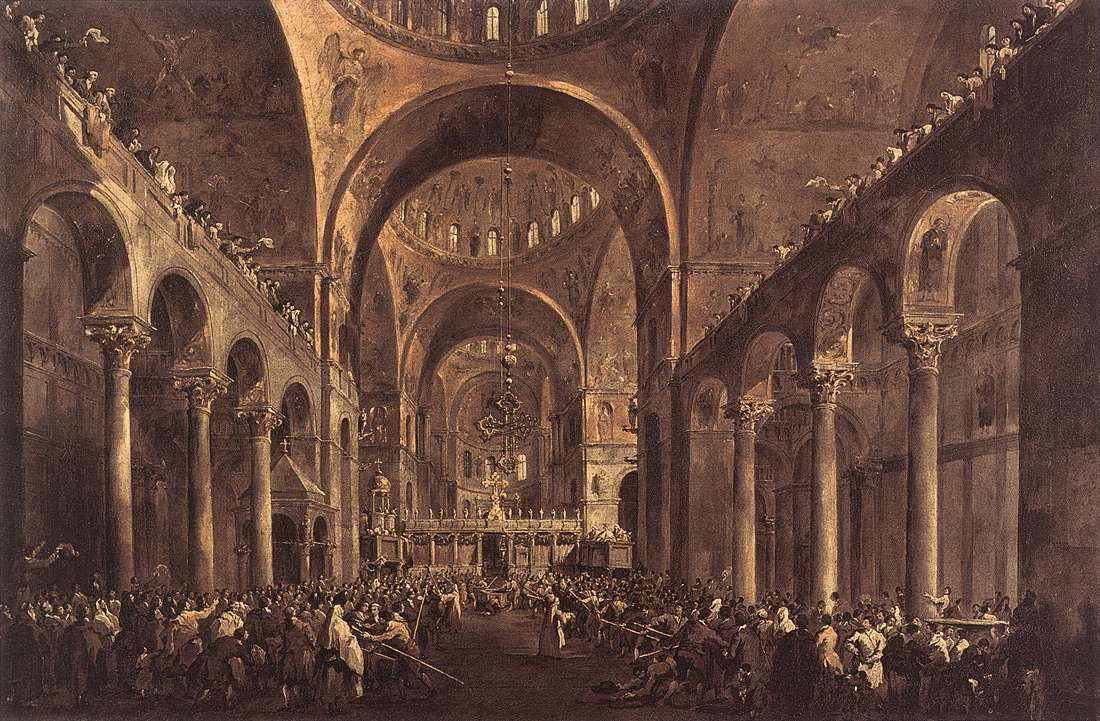
La basilique Marciana dans un tableau de Guardi

La dignité de procur(at)eur de Saint-Marc était accordée à vie. Elle était la plus éminente de la république de Venise, après le doge. Elle était accordée aux patriciens de familles importantes en patrimoine et position, qui s'étaient distingués par des services rendus dans les ambassades, le commandement des armées ou le long exercice des principales charges de l'État.
Le procurateur avait l'intendance du bâtiment de la basilique Saint-Marc et de l'administration de ses territoires dispersés dans tout l'Orient, en la personne d'un seul procurateur nommé par le doge. En 1231, la charge fut répartie en quatre procurateurs et plus tard leur nombre passa à neuf. En 1269, s'y ajouta la tutelle des pupilles et des fous, la surintendance à l'exécution des testaments et à la tutelle, et le recouvrement des biens héréditaires administré par eux. La nomination était faite par le Grand Conseil comme la récompense suprême d'une brillante carrière dans l'administration de l'État.
Au début du XIVe siècle, les six procurateurs furent divisés en trois Procuratie :
- Ridotti di Supra (littéralement d'en haut ou supérieurs), chargés de l'administration de la basilique ;
- Ridotti di Citra (littéralement "de ce côté", c'est-à-dire par rapport au Grand Canal), chargés des tutelles, dons et legs des quartiers de San Marco, Castello et Cannaregio ;
- Ridotti di Ultra (littéralement de l'autre côté du canal, puisqu'ils se trouvaient sur la place Saint- Marc), chargés des tutelles, dons et legs des quartiers de Dorsoduro, Santa Croce et San Polo.

En 1305, il fut établi qu'ils ne pussent prendre part aux Conseils sans un décret du Maggior Consiglio. Dès 1388, seul un procurateur par Procuratia ne put tenir un bureau public et dès 1442, ils durent résider dans des maisons publiques sur la place Saint- Marc. Les deux ailes des Procuraties, majestueux bâtiments entourant la place, furent érigées sur la Piazza San Marco pour leur servir de résidences et de bureaux. En 1444, ils furent exonérés de l'obligation d'intervenir aux séances du Maggior Consiglio, pour autant qu'ils ne s'agissait pas de discuter des décrets concernant les Procuraties. En 1453, ils devinrent sénateurs à vie avec droit au vote. Dès 1523, trois procurateurs armés assistèrent aux réunions du Maggior Consiglio pour garantir la sécurité du Corps Souverain. Dès 1569, les Procureurs pouvaient assumer la charge de Grands Sages du Conseil à raison de deux par Procuratia. Ils occupèrent des mandats à l'étranger comme ambassadeurs extraordinaires auprès des têtes couronnées.
Après 1516, la fonction fut attribuée à quelconque patricien, moyennant paiement d'une concession. Ces Procureurs avaient les mêmes droits que les autres mais n'avaient pas de succession.

## Historique

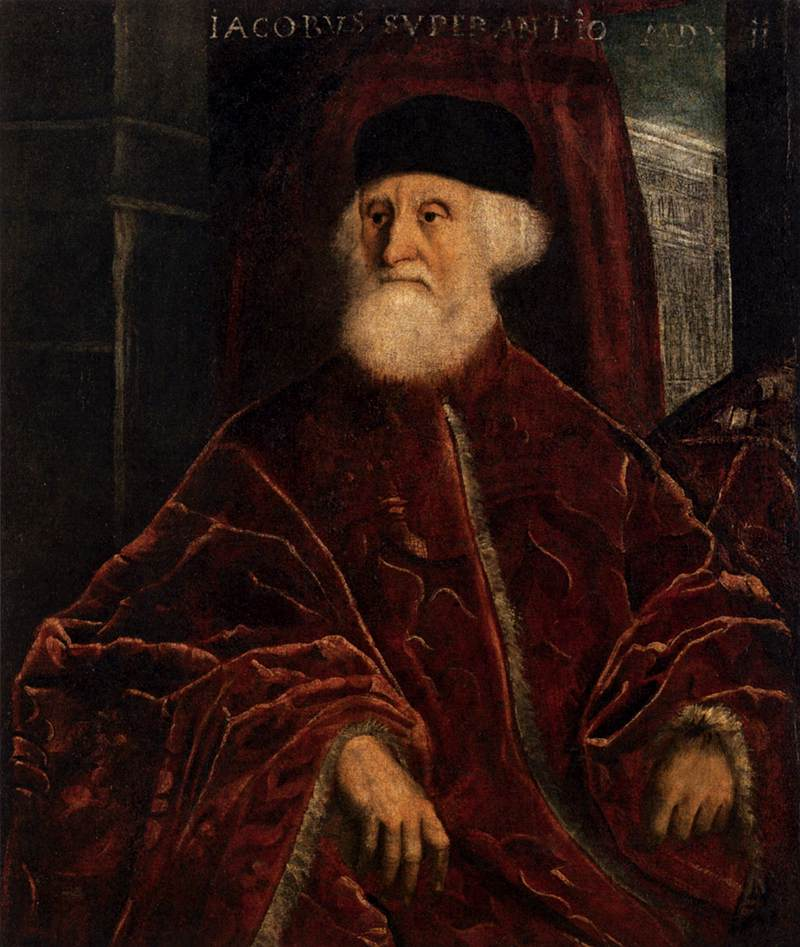
Jacopo Soranzo, 1550, Tintoret
Castello Sforzesco, Milan

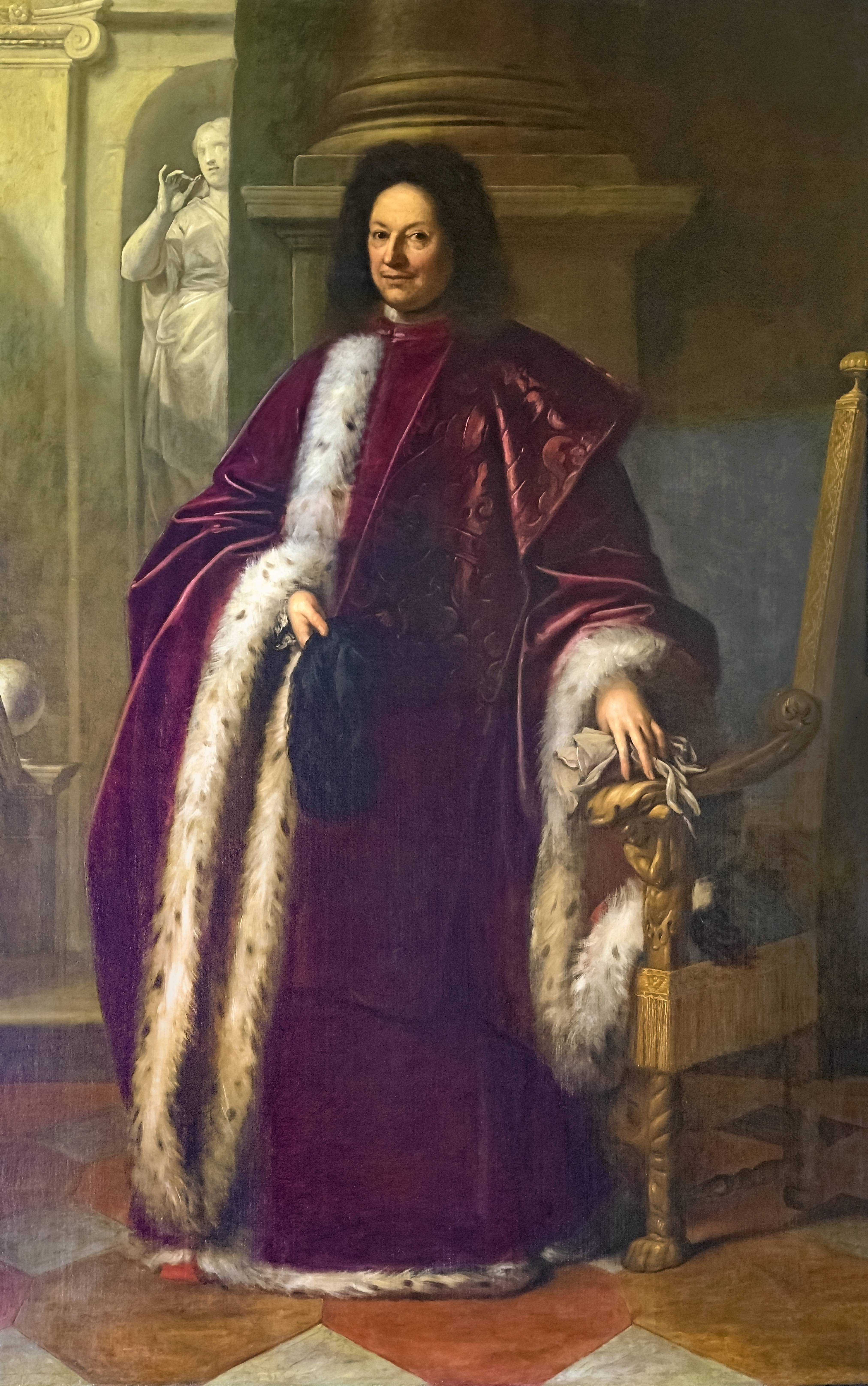
Tenue de Procurateur à la fin du XVIII

Il n'y eut à l'origine qu'un seul procurateur. Le plus ancien procurateur connu est Bartolommeo Tiepolo, élu en 1049 sous Domenico Ier Contarini.
Mais en 1231, à la suite de l'absence du procurateur, nommé ambassadeur à Constantinople, un 2e procurateur fut élu et demeura lors du retour du premier. Vu la richesse croissante à gérer, un 3e procurateur fut élu en 1259. En 1261, un 4e s'y ajouta. Cette dignité étant fort recherchée et ne coûtant pas un sou à la république de Venise, celle-ci nomma en 1319 un  5e et 6e procurateur. Ces six procurateurs furent répartis en trois Chambres.
Enfin, en 1442, trois procurateurs y furent ajoutés, à la suite de quoi le Grand Conseil fixait le nombre par décret à neuf et le mandat à vie.
Épuisée par l'effort de guerre, la république de Venise allait en 1516 vendre l'occupation de ces postes par décret à six nobles supplémentaires tout en décrétant que le nombre devait redescendre à neuf. Mais par une parte de 1522, l'on y dérogea en vendant encore trois et ensuite neuf mandats de procurateurs. Sous Antonio Grimani les extraordinaires dépassaient les ordinaires et sous Andrea Gritti il s'en ajouta encore plus, au coût de 12 000 écus par poste. Ce n'est qu'en 1556 que le nombre retombait enfin à neuf, à la suite de multiples décès. Le conseil les déclara tous ordinaires.
Le procurateur Jacopo Soranzo, fit faire deux portraits de lui par le Tintoret, vers 1550, un an avant sa mort. Une toile de 106 × 90 cm, qui provient de la Procuratie de Supra, est aujourd'hui conservée aux Gallerie dell'Accademia de Venise. L'autre toile de 75 × 60 cm, se trouve à la Pinacothèque du Castello Sforzesco, Milan
En 1570, lors de la guerre contre les Turcs, la vente reprenait de plus belle et six nobles s'ajoutèrent aux procurateurs.
Gerolamo Grimani, un des procurateurs, ne fut pas élu doge, malgré la tradition familiale et deux tentatives de candidature. Il eut quand même son portrait sous les traits de saint Jérôme en habit de cardinal, dans une Nativité de Véronèse datant de 1582-1583, conservée dans l'Église San Giuseppe di Castello.
Lors de la guerre de Candie (1645-1669), et le siège de Venise, le nombre dépassait allègrement les quarante. Des nouveaux nobles avaient acheté la dignité 100 000 ducats, alors que les anciens ne payaient que 30 000 ducats.
Conformément la Parte de 1572, seuls neuf procurateurs sont dits ordinaires et remplacé à leur décès, mais généralement déjà avant leur inhumation pour éviter la pagaille des prétendants.
Daniele IV Dolfin, procurateur et capitaine de la flotte, fit faire son portrait par Giambattista Tiepolo vers 1750-1760. Il est conservé à la Pinacoteca Querini Stampalia.

## Investiture

### LaProcuratoria di San Marcoau 21e siècle
L'institution procuratoriale a survécu à la chute de la République en 1797 et existe toujours à Venise, continuant à s'occuper de l'administration du Patrimoine de la basilique Saint-Marc elle-même au nom du patriarcat de Venise avec le nom de Procuratoria di San Marco, reconnu par le décret royal (Regio decreto (it)) du 9 juillet 1931 à la Fabbriceria della basilica cattedrale di San Marco par Victor-Emmanuel III.
Il se compose de sept procurateurs, dont le président porte le titre de "premier procurateur de Saint-Marc" : ils sont responsables de la nomination du "Proto di San Marco", c'est-à-dire de l'ingénieur ou de l'architecte chargé de la direction technique de la conservation des bâtiments et de leurs différentes parties, conformément aux exigences du culte et aux dispositions de l'autorité ecclésiastique, assisté en cela par un bureau composé d'un ingénieur, de deux architectes et d'un arpenteur-géomètre. Le Proto actuel est l'architecte Mario Piana. En dépendent :
- l'"Atelier de mosaïque", chargé de la conservation et de la restauration des décorations en mosaïque dans la tradition ancienne, typiquement marcienne ;

- la Fabbriceria, chargée de la restauration et de l'entretien des bâtiments et des biens meubles de la cathédrale.

L'ensemble du personnel administratif, de garde et de surveillance de la basilique dépend de la procurature.
Depuis 2015, le premier procurateur de Saint-Marc est Carlo Alberto Tesserin.

## Galerie

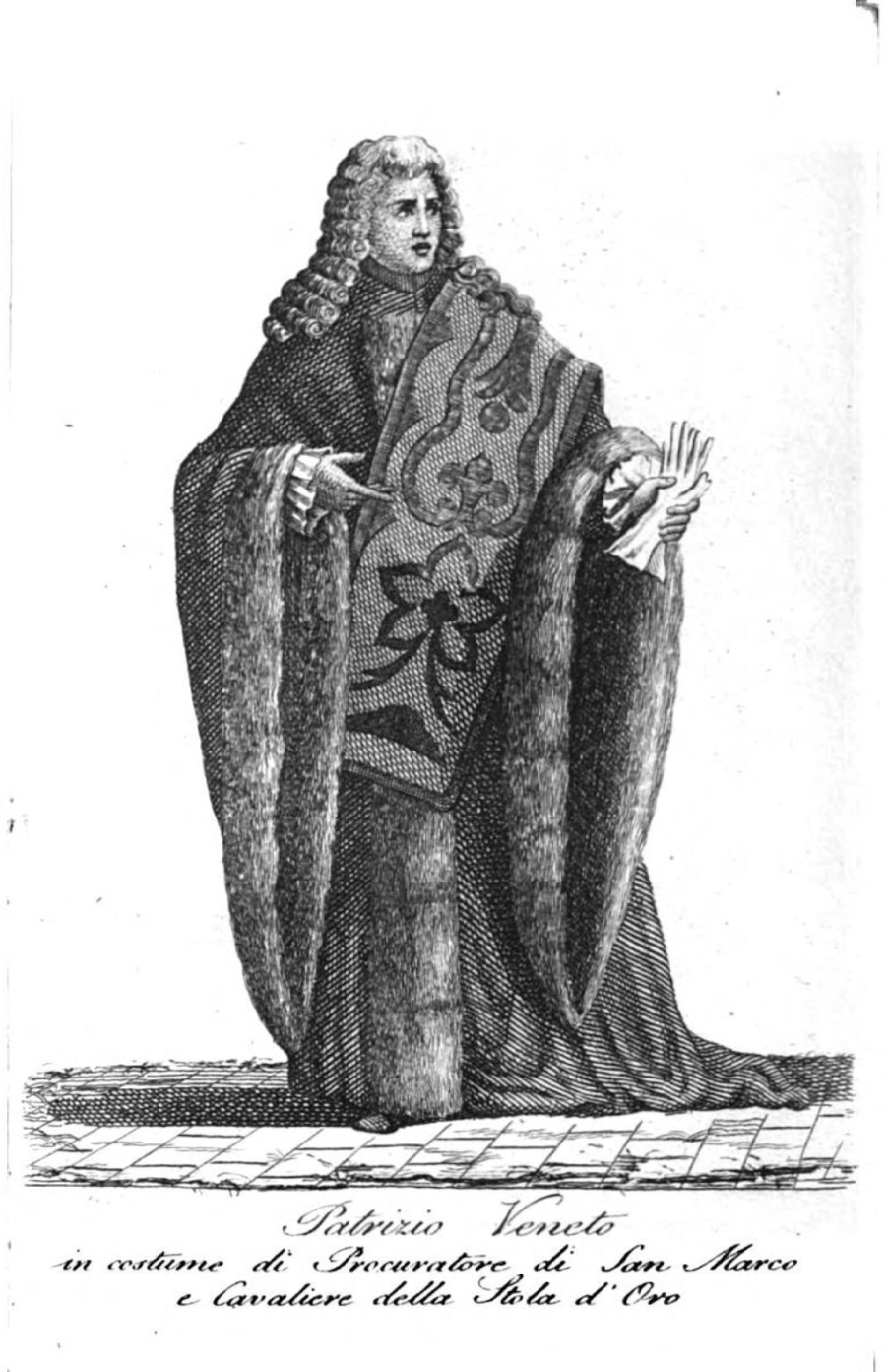
Patricien vénitien en costume de procurateur de Saint-Marc et de chevalier de l'ordre de l'Étole d'or.